# Hanna Studnitzka
Hanna Studnitzka (* 17. August 1927 in Duchcov (Dux), Tschechoslowakei; † 30. August 2006 in Leipzig) war eine deutsche Bildhauerin.

## Leben
Hanna Studnitzka wuchs als Tochter eines Buchbindermeisters und Betreibers eines Papiergeschäfts im nordböhmischen Dux/Duchcov bei Teplitz auf. Ihre Heimat gehörte nach dem Münchner Abkommen 1938 zum deutschen Reichsgau Sudetenland. Studnitzka besuchte von 1941 bis 1944 die Fachschule für Keramik in Teplitz. Nach dem Zweiten Weltkrieg und der Vertreibung der Deutschen aus der Tschechoslowakei arbeitete sie in keramischen Werkstätten und in der Landwirtschaft.

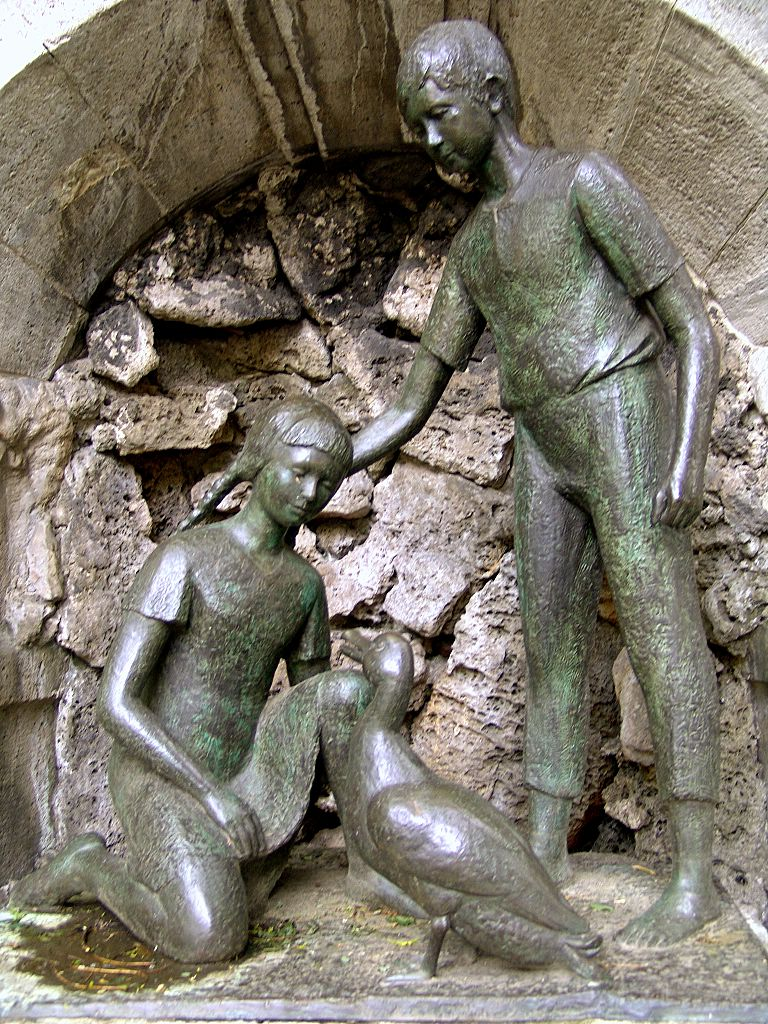
Bronzefiguren am Leipziger Märchenbrunnen

Von 1947 bis 1951 studierte sie an der Fachschule für angewandte Kunst in Leipzig. Anschließend war sie freischaffend. Studnitzka schuf zahlreiche Kunstwerke für den öffentlichen Raum Leipzigs, zum Teil gemeinsam mit der Tierbildhauerin Elfriede Ducke, zum Teil allein. Von 1960 bis 1984 bildete sie eine Ateliergemeinschaft mit Ducke in der Demmeringstraße im Stadtteil Lindenau. Sie nahm 1979 am 1. Leipziger Bildhauerpleinair teil. Ab 1986 hatte sie ihr Atelier in der Dieskaustraße in Kleinzschocher.
Hanna Studnitzka war in der DDR an wichtigen Ausstellungen beteiligt, u. a. 1962/1963, 1972/1973, 1977/1978 und 1982/1983 an der Deutschen Kunstausstellung bzw. den Kunstausstellungen der DDR in Dresden.

## Werke (Auswahl)

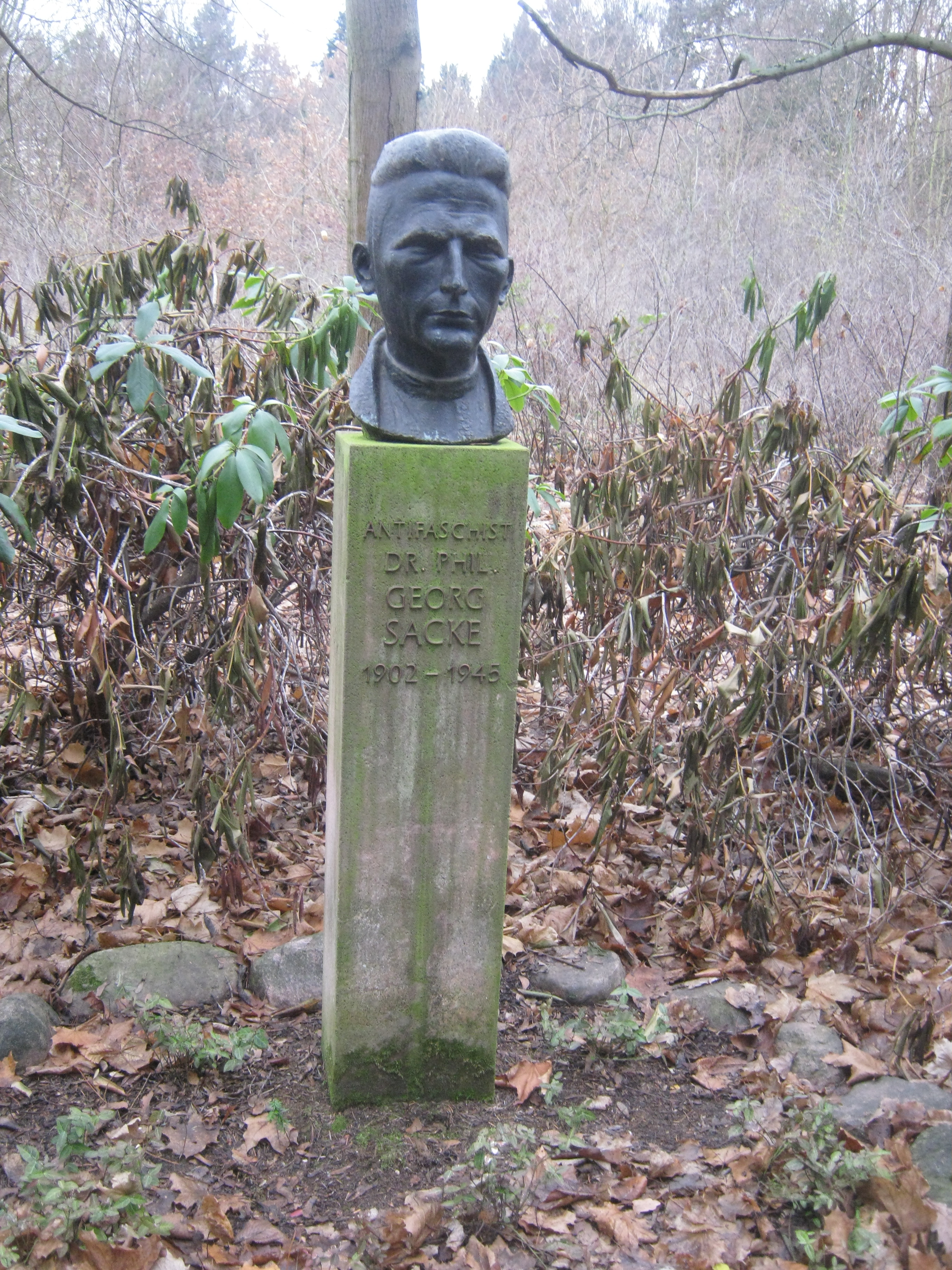
Georg-Sacke-Büste

- Relief „Völkerfreundschaft“ in der Jahnallee (1951; mit Elfriede Ducke)
- Porträtrelief Ernst Schneller für die POS Ernst Schneller (1958)
- Kalkstein-Relief „Messe gestern – heute“ am Messehaus am Markt (1961–63; mit Elfriede Ducke)
- Brunnen „Spielende Kinder“ im Wohnhof zwischen Katharinen- und Reichsstraße (1964; mit Elfriede Ducke)
- Erneuerung des Märchenbrunnens von Josef Mágr am Dittrichring (1965; mit Elfriede Ducke)
- Sandsteinskulptur „Die Lesende“ im Clara-Zetkin-Park (1965)
- Bronzefigur Helene Weigel als „Mutter Courage“ (1965/1966), Museum der bildenden Künste Leipzig
- Porträtbüste Georg Sacke an der Dr.-Georg-Sacke-Klinik (1970)
- Bronzefigur Claire Waldoff (1973)
- Porträtbüste Werner Seelenbinder an der Deutschen Hochschule für Körperkultur (1975)
- Sandsteinfigur eines Bauarbeiters in Grünau (1979)
- Sandsteinskulptur „Mutter“ (1983), seit 1992 in der Behindertenwerkstatt der Arbeiterwohlfahrt
- Porträtbüste Rosa Luxemburg (1984), seit 2007 in der Rosa-Luxemburg-Stiftung Leipzig
- Porträtrelief Bruno Plache am Bruno-Plache-Stadion (1986/1987)